# Saint-Sulpice-les-Bois
Saint-Sulpice-les-Bois är en kommun i departementet Corrèze i regionen Nouvelle-Aquitaine i de centrala delarna av Frankrike. Kommunen ligger  i kantonen Meymac som tillhör arrondissementet Ussel. År 2022 hade Saint-Sulpice-les-Bois 78 invånare.

## Befolkningsutveckling
Antalet invånare i kommunen Saint-Sulpice-les-Bois
Referens:INSEE